# Seznam bratislavských biskupů a arcibiskupů
Bratislavský arcibiskup je ordinářem římskokatolické bratislavské diecéze, která vznikla v roce 2008 rozdělením bratislavsko-trnavské arcidiecéze. Současně vzniklá arcidiecéze trnavská je sufragánní arcidiecézí náležející do západoslovenské církevní provincie, jejíž metropolí je bratislavská diecéze.
Arcibiskupové bratislavsko-trnavští

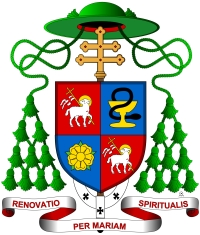
1.Ján Sokol (1995–2008) Dřívější arcibiskup trnavský Později opět arcibiskup trnavský

Arcibiskupové bratislavští

1.Stanislav Zvolenský (2008–současnost)

Pomocní biskupové bratislavsko-trnavští

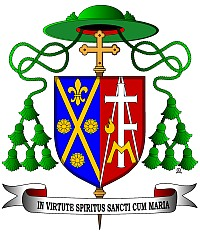
1.Dominik Hrušovský (1995–1996) Později titulární arcibiskup a Apoštolský nuncius v Bělorusku
3.Dominik Tóth (1995–2004)
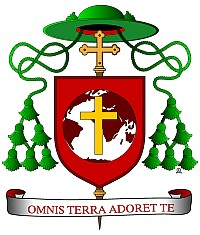
4.Štefan Vrablec (1998–2004)
5.Stanislav Zvolenský (2004–2008) Později arcibiskup bratislavský
6.Ján Orosch (2004–2008) Později arcibiskup trnavský

Pomocní biskupové bratislavští

1.Jozef Haľko (2012–současnost)